# Persone di nome Giulio
| Questa pagina contiene informazioni ricavate automaticamente dalle voci biografiche con l'ausilio del template Bio e di un bot. L'aggiornamento è periodico e automatico e ricostruisce completamente la pagina. Se manca una persona in questa lista, sei pregato di non aggiungerla, ma accertati piuttosto che la sua voce biografica contenga il template Bio e che i dati anagrafici siano correttamente compilati. Se il template Bio manca, inseriscilo tu stesso o, in alternativa, metti l'avviso {{tmp\|Bio}} che ne segnala la mancanza. Se i dati riportati sono sbagliati, correggi direttamente la voce biografica; le modifiche saranno visibili in questa lista entro pochi giorni. Per chiarimenti vedi il progetto antroponimi. La lista contiene solo le 816 persone che sono citate nell'enciclopedia e per le quali è stato implementato correttamente il template Bio. Pagina aggiornata al 6 ago 2025. |

Questa è una lista di persone presenti nell'enciclopedia che hanno il nome Giulio, suddivise per attività principale.

## Agronomi(1)
- Giulio Del Pelo Pardi, agronomo italiano (Roma, n. 1872 - Roma, † 1952)

## Allenatori di calcio(8)
- Giulio Cappelli, allenatore di calcio e calciatore italiano (La Spezia, n. 1911 - Massa, † 1995)
- Giulio Cesare Casali, allenatore di calcio e ex calciatore sammarinese (n. 1942)
- Giulio Corsini, allenatore di calcio e calciatore italiano (Bergamo, n. 1933 - Bergamo, † 2009)
- Giulio Fasolo, allenatore di calcio e calciatore italiano (Vicenza, n. 1885)
- Giulio Giacomin, allenatore di calcio e ex calciatore italiano (Trieste, n. 1967)
- Giulio Negri, allenatore di calcio e calciatore italiano (Luzzara, n. 1915 - Ariano Irpino, † 1983)
- Giulio Nuciari, allenatore di calcio e ex calciatore italiano (Piovene Rocchette, n. 1960)
- Giulio Savoini, allenatore di calcio e calciatore italiano (Cressa, n. 1930 - Vicenza, † 2015)

## Allenatori di pallacanestro(2)
- Giulio Cadeo, allenatore di pallacanestro italiano (Varese, n. 1963)
- Giulio Griccioli, allenatore di pallacanestro italiano (Firenze, n. 1972)

## Alpinisti(2)
- Giulio Gabrielli, alpinista italiano (Vigolo Vattaro, n. 1932 - Marmolada, † 1959)
- Giulio Giovannini, alpinista e avvocato italiano (Trento, n. 1925 - Carano, † 2005)

## Altisti(1)
- Giulio Ciotti, ex altista e allenatore di atletica leggera italiano (Rimini, n. 1976)

## Ambasciatori(2)
- Giulio di Alessandro de' Medici, ambasciatore e ammiraglio italiano (Prato, n. 1532 - Pisa, † 1598)
- Giulio Strozzi, ambasciatore e militare italiano (Mantova)

## Ammiragli(3)
- Giulio Barbolani, ammiraglio italiano (Livorno, † 1641)
- Giulio Renato Litta, ammiraglio e nobile italiano (Milano, n. 1763 - San Pietroburgo, † 1839)
- Giulio Valli, ammiraglio e politico italiano (Narni, n. 1875 - Narni, † 1948)

## Anatomisti(4)
- Giulio Cesare Casseri, anatomista italiano (Piacenza - Padova, † 1616)
- Giulio Chiarugi, anatomista e politico italiano (Castelletto di Chiusdino, n. 1859 - Firenze, † 1944)
- Giulio Iasolino, anatomista e idrologo italiano (Monteleone, n. 1538 - Napoli, † 1622)
- Giulio Valenti, anatomista italiano (n. 1860 - † 1933)

## Anglisti(1)
- Giulio Marra, anglista e critico letterario italiano (Udine, n. 1944)

## Antropologi(1)
- Giulio Angioni, antropologo, scrittore e poeta italiano (Guasila, n. 1939 - Settimo San Pietro, † 2017)

## Arbitri di calcio(3)
- Giulio Campanati, arbitro di calcio e imprenditore italiano (Milano, n. 1923 - Milano, † 2011)
- Giulio Ciacci, arbitro di calcio italiano (Napoli, n. 1933 - San Casciano in Val di Pesa, † 2017)
- Giulio Ermolli, arbitro di calcio e calciatore italiano (Varese, n. 1881 - Rapallo, † 1957)

## Archeologi(6)
- Giulio Belvederi, archeologo e presbitero italiano (Bologna, n. 1882 - Roma, † 1959)
- Giulio Ciampoltrini, archeologo italiano (Castelfranco di Sotto, n. 1952)
- Giulio Giglioli, archeologo e politico italiano (Roma, n. 1886 - Roma, † 1957)
- Giulio Minervini, archeologo e numismatico italiano (Napoli, n. 1819 - Roma, † 1891)
- Giulio Emanuele Rizzo, archeologo italiano (Melilli, n. 1865 - Roma, † 1950)
- Giulio De Petra, archeologo italiano (Casoli, n. 1841 - Napoli, † 1925)

## Architetti(19)
- Giulio Aluisetti, architetto, ingegnere e incisore italiano (San Maurizio Canavese, n. 1794 - Milano, † 1851)
- Giulio Ulisse Arata, architetto italiano (Piacenza, n. 1881 - Piacenza, † 1962)
- Giulio Bernardini, architetto italiano (Pescia, n. 1863 - † 1946)
- Giulio Camporese, architetto italiano (Roma, n. 1754 - Roma, † 1840)
- Giulio Casanova, architetto e ceramista italiano (Minerbio, n. 1875 - Bologna, † 1961)
- Giulio Cirri, architetto italiano (Firenze, n. 1900 - Firenze, † 1982)
- Giulio De Angelis, architetto italiano (Roma, n. 1845 - Anzio, † 1906)
- Giulio De Luca, architetto, urbanista e docente italiano (Napoli, n. 1912 - Napoli, † 2004)
- Giulio Cesare Fontana, architetto e ingegnere italiano (Roma, n. 1580 - Napoli, † 1627)
- Giulio Galliori, architetto italiano (Milano, n. 1715 - Milano, † 1795)
- Giulio Lasso, architetto italiano (Firenze - † 1617)
- Giulio Magni, architetto e critico d'arte italiano (Velletri, n. 1859 - Roma, † 1930)
- Giulio Mongeri, architetto italiano (Istanbul, n. 1873 - Venezia, † 1951)
- Giulio Pane, architetto e storico dell'architettura italiano (Napoli, n. 1940)
- Giulio Parigi, architetto, matematico e incisore italiano (Firenze, n. 1571 - Firenze, † 1635)
- Giulio Pediconi, architetto e urbanista italiano (Roma, n. 1906 - Roma, † 1999)
- Giulio Podesti, architetto italiano (Roma, n. 1842 - Roma, † 1909)
- Giulio Todeschini, architetto italiano (Brescia, n. 1524 - Brescia)
- Giulio Valotti, architetto e religioso italiano (Quinzano d'Oglio, n. 1881 - Piossasco, † 1953)

## Archivisti(2)
- Giulio Battelli, archivista, paleografo e diplomatista italiano (Roma, n. 1904 - Roma, † 2005)
- Giulio Prunai, archivista italiano (Siena, n. 1906 - Firenze, † 2002)

## Arcivescovi cattolici(8)
- Giulio Arrigoni, arcivescovo cattolico italiano (Bergamo, n. 1806 - Lucca, † 1875)
- Giulio Cesare Barbera, arcivescovo cattolico italiano (Torino, n. 1593 - Torino, † 1660)
- Giulio Einaudi, arcivescovo cattolico italiano (San Damiano Macra, n. 1928 - Cuneo, † 2017)
- Giulio Rossino, arcivescovo cattolico italiano (Macerata, n. 1540 - † 1616)
- Giulio Tommasi, arcivescovo cattolico italiano (Scanzano, n. 1855 - Sant'Angelo dei Lombardi, † 1936)
- Giulio Vaccaro, arcivescovo cattolico italiano (Napoli, n. 1851 - Bari, † 1924)
- Giulio Cesare Viancini, arcivescovo cattolico italiano (Savigliano, n. 1726 - Biella, † 1797)
- Giulio Cesare Zollio, arcivescovo cattolico e diplomatico italiano (Rimini, n. 1733 - Monaco di Baviera, † 1795)

## Artisti(5)
- Giulio Anivitti, artista e insegnante italiano (Roma, n. 1850 - Roma, † 1881)
- Giulio Galgani, artista italiano (Genova, n. 1958)
- Giulio Mencaglia, artista italiano (Carrara - Napoli, † 1649)
- Giulio Paolini, artista, pittore e scultore italiano (Genova, n. 1940)
- Giulio Ruffini, artista e pittore italiano (Glorie di Bagnacavallo, n. 1921 - Ravenna, † 2011)

## Assassini seriali(1)
- Giulio Collalto, serial killer italiano (Roma, n. 1953 - Milano, † 2009)

## Assiriologi(1)
- Giulio Cesare Teloni, assiriologo italiano (Firenze, n. 1857 - Roma, † 1943)

## Astisti(1)
- Giulio Chiesa, astista italiano (La Spezia, n. 1928 - Roma, † 2010)

## Astrofisici(1)
- Giulio Magli, astrofisico italiano (Roma, n. 1964)

## Astronomi(2)
- Giulio Bemporad, astronomo e matematico italiano (Firenze, n. 1888 - Roma, † 1945)
- Giulio Scarfì, astronomo italiano (La Spezia, n. 1964)

## Attori(26)
- Giulio Battiferri, attore italiano (Roma, n. 1893 - Roma, † 1973)
- Giulio Beranek, attore italiano (Taranto, n. 1987)
- Giulio Berruti, attore italiano (Roma, n. 1984)
- Giulio Bosetti, attore, regista teatrale e doppiatore italiano (Bergamo, n. 1930 - Milano, † 2009)
- Giulio Brogi, attore italiano (Verona, n. 1931 - Negrar, † 2019)
- Giulio Brunetti, attore italiano (Bologna, n. 1979)
- Giulio Calì, attore italiano (Roma, n. 1895 - Roma, † 1967)
- Giulio Cavalli, attore, scrittore e giornalista italiano (Milano, n. 1977)
- Giulio Corso, attore italiano (Palermo, n. 1989)
- Giulio Del Torre, attore e regista italiano (Trieste, n. 1894 - Torre del Lago Puccini, † 1968)
- Giulio Donadio, attore e regista italiano (Napoli, n. 1889 - Roma, † 1951)
- Giulio Donnini, attore italiano (Milano, n. 1924 - Roma, † 2001)
- Giulio Forges Davanzati, attore italiano (Roma, n. 1986)
- Giulio Maria Furente, attore italiano (Napoli, n. 1997)
- Giulio Girola, attore italiano (Sarzana, n. 1912 - Roma, † 1973)
- Giulio Marchetti, attore e conduttore televisivo italiano (Barcellona, n. 1911 - Terracina, † 1993)
- Giulio Marchetti, attore italiano (Ancona, n. 1858 - Firenze, † 1916)
- Giulio Pampiglione, attore italiano (Roma, n. 1978)
- Giulio Panicali, attore, doppiatore e direttore del doppiaggio italiano (Torino, n. 1899 - Roma, † 1987)
- Giulio Paradisi, attore e regista italiano (Roma, n. 1934)
- Giulio Pizzirani, attore e regista teatrale italiano (Bologna, n. 1940)
- Giulio Platone, attore e doppiatore italiano (Roma, n. 1932 - Roma, † 2003)
- Giulio Pranno, attore italiano (Roma, n. 1998)
- Giulio Ricciarelli, attore, sceneggiatore e regista italiano (Milano, n. 1965)
- Giulio Scarpati, attore italiano (Roma, n. 1956)
- Giulio Stival, attore, doppiatore e regista teatrale italiano (Venezia, n. 1902 - Novara, † 1953)

## Attori teatrali(1)
- Giulio Pasquati, attore teatrale italiano (Padova)

## Aviatori(2)
- Giulio Laureati, aviatore italiano (Grottammare, n. 1877 - San Benedetto del Tronto, † 1943)
- Giulio Torresi, aviatore italiano (Ancona, n. 1915 - Reggio Emilia, † 1944)

## Avvocati(4)
- Giulio Cesare Fangarezzi, avvocato, giornalista e scrittore italiano (Stuffione, n. 1815 - Bologna, † 1871)
- Giulio Peyrot, avvocato e politico italiano (Torino, n. 1843 - Torino, † 1896)
- Giulio Pierangeli, avvocato e politico italiano (Città di Castello, n. 1884 - Città di Castello, † 1952)
- Giulio Volpi, avvocato, politico e antifascista italiano (Bracciano, n. 1877 - Amelia, † 1947)

## Baritoni(3)
- Giulio Fioravanti, baritono italiano (Ascoli Piceno, n. 1923 - Milano, † 1999)
- Giulio Fregosi, baritono italiano (Voghera, n. 1887 - Milano, † 1951)
- Giulio Mastrototaro, baritono italiano (Riva del Garda, n. 1979)

## Bassi(1)
- Giulio Neri, basso italiano (Torrita di Siena, n. 1909 - Roma, † 1958)

## Bassisti(1)
- Giulio Favero, bassista, chitarrista e produttore discografico italiano (Cagliari, n. 1974)

## Batteriologi(1)
- Giulio Alessandrini, batteriologo italiano (Montalto di Castro, n. 1866 - Roma, † 1954)

## Batteristi(1)
- Giulio Capiozzo, batterista italiano (Boretto, n. 1946 - Cesenatico, † 2000)

## Biologi(1)
- Giulio Cotronei, biologo italiano (Napoli, n. 1885 - Roma, † 1962)

## Bobbisti(1)
- Giulio Zardo, bobbista canadese (Montréal, n. 1980)

## Botanici(2)
- Giulio Andrea Pirona, botanico, geologo e zoologo italiano (Dignano, n. 1822 - Udine, † 1895)
- Giulio Pontedera, botanico italiano (Vicenza, n. 1688 - Lonigo, † 1757)

## Briganti(1)
- Giulio Pezzola, brigante italiano (Borgo Velino, n. 1598 - Napoli, † 1673)

## Calciatori(40)
- Giulio Balestrini, calciatore italiano (Saronno, n. 1907 - Milano, † 1997)
- Giulio Bassi, calciatore italiano (n. 1897)
- Giulio Becagli, calciatore italiano (Lastra a Signa, n. 1925)
- Giulio Bobbio, calciatore italiano (Novara, n. 1900 - Novara, † 1978)
- Giulio Boldrini, ex calciatore italiano (Ostellato, n. 1946)
- Giulio Bonafin, calciatore italiano (Venezia, n. 1934 - Mestre, † 2006)
- Giulio Carra, calciatore italiano (Verona, n. 1904)
- Castagna, calciatore italiano
- Giulio Castelli, calciatore italiano (Torino, n. 1925 - Torino, † 2011)
- Giulio Colombi, calciatore italiano (Reggio Emilia, n. 1916 - Reggio Emilia, † 1999)
- Giulio Crocco, calciatore italiano (Lima, n. 1891)
- Giulio Cesare Cusano, calciatore italiano (Genova, n. 1901 - Genova)
- Giulio Dal Bianco, calciatore italiano
- Giulio De Giuli, calciatore italiano
- Giulio Donati, calciatore italiano (Pietrasanta, n. 1990)
- Giulio Drago, calciatore italiano (Caltagirone, n. 1962 - Empoli, † 2025)
- Giulio Falcone, ex calciatore italiano (Atri, n. 1974)
- Giulio Fenzi, calciatore italiano (Verona, n. 1920)
- Giulio Goffrini, calciatore italiano
- Giulio Liberati, calciatore italiano (Roma, n. 1913 - Roma, † 1992)
- Giulio Longhi, calciatore italiano (Sondrio, n. 1915 - Varese, † 1950)
- Giulio Maggiore, calciatore italiano (Genova, n. 1998)
- Giulio Panzeri, calciatore italiano (Bergamo, n. 1911)
- Giulio Pellegrino, calciatore italiano (Cuneo, n. 1915 - Cuneo, † 2001)
- Giulio Pellicari, calciatore italiano (Verona, n. 1919 - Verona, † 2000)
- Giulio Piazza, calciatore italiano (Milano, n. 1918)
- Giulio Rossi, calciatore italiano (Locate di Triulzi, n. 1912 - † 1974)
- Giulio Rossi, calciatore italiano (Borgo San Donnino, n. 1905)
- Giulio Sansoni, calciatore italiano (Nepi, n. 1902)
- Giulio Scardola, calciatore italiano (Roma, n. 1898)
- Giulio Sega, ex calciatore italiano (Cadidavid, n. 1944)
- Giulio Serravalli, calciatore italiano (Firenze)
- Giulio Sironi, calciatore italiano
- Giulio Cesare Spagni, calciatore italiano (Modena, n. 1939 - Modena, † 2009)
- Giulio Torti, calciatore italiano
- Giulio Vignozzi, calciatore italiano (Livorno, n. 1908 - Trapani, † 1934)
- Giulio Visconti, calciatore italiano (Torino, n. 1894)
- Giulio Zanninovich, calciatore italiano (Padova, n. 1905 - Padova, † 1972)
- Giulio Zaro, calciatore italiano (Gallarate, n. 1915 - Castronno, † 1998)
- Giulio Zignoli, calciatore italiano (Verona, n. 1946 - Verona, † 2010)

## Canoisti(1)
- Giulio Dressino, canoista italiano (Gallarate, n. 1992)

## Cantautori(2)
- Giulio Casale, cantautore, musicista e attore italiano (Treviso, n. 1971)
- Giulio Wilson, cantautore e musicista italiano (Firenze, n. 1983)

## Cardinali(18)
- Giulio Acquaviva d'Aragona, cardinale italiano (Napoli, n. 1546 - Roma, † 1574)
- Giulio Alberoni, cardinale e politico italiano (Piacenza, n. 1664 - Piacenza, † 1752)
- Giulio Bevilacqua, cardinale e arcivescovo cattolico italiano (Isola della Scala, n. 1881 - Brescia, † 1965)
- Giulio Boschi, cardinale italiano (Perugia, n. 1838 - Roma, † 1920)
- Giulio Canani, cardinale e vescovo cattolico italiano (Ferrara, n. 1524 - Ferrara, † 1592)
- Giulio Maria della Somaglia, cardinale italiano (Piacenza, n. 1744 - Roma, † 1830)
- Giulio Gabrielli il Giovane, cardinale italiano (Roma, n. 1748 - Albano Laziale, † 1822)
- Giulio Gabrielli il Vecchio, cardinale e vescovo cattolico italiano (Roma, n. 1603 - Roma, † 1677)
- Giulio Mazzarino, cardinale, politico e diplomatico italiano (Pescina, n. 1602 - Vincennes, † 1661)
- Giulio Piazza, cardinale e arcivescovo cattolico italiano (Forlì, n. 1663 - Faenza, † 1726)
- Giulio Roma, cardinale e vescovo cattolico italiano (Milano, n. 1584 - Roma, † 1652)
- Giulio Cesare Sacchetti, cardinale e vescovo cattolico italiano (Roma, n. 1587 - Roma, † 1663)
- Giulio Antonio Santori, cardinale italiano (Ercole di Caserta, n. 1532 - Roma, † 1602)
- Giulio Savelli, cardinale e arcivescovo cattolico italiano (Roma, n. 1574 - Roma, † 1644)
- Giulio Serafini, cardinale e vescovo cattolico italiano (Bolsena, n. 1867 - Roma, † 1938)
- Giulio Spinola, cardinale e arcivescovo cattolico italiano (Genova, n. 1612 - Roma, † 1691)
- Giulio Tonti, cardinale e arcivescovo cattolico italiano (Roma, n. 1844 - Roma, † 1918)
- Giulio Feltrio della Rovere, cardinale italiano (Urbino, n. 1533 - Fossombrone, † 1578)

## Cavalieri(1)
- Giulio Cacciandra, cavaliere italiano (Alessandria, n. 1884 - Alessandria, † 1971)

## Cestisti(3)
- Giulio Gazzotti, cestista italiano (Bologna, n. 1991)
- Giulio Iellini, ex cestista e allenatore di pallacanestro italiano (Trieste, n. 1947)
- Giulio Perini, cestista italiano (Fermo, n. 1994)

## Chimici(1)
- Giulio Provenzal, chimico e divulgatore scientifico italiano (Livorno, n. 1872 - Roma, † 1954)

## Chirurghi(3)
- Giulio Faldini, chirurgo italiano (Livorno, n. 1897 - Miami, † 1947)
- Giulio Gaist, chirurgo italiano (Luzzara, n. 1925 - Pescara, † 2007)
- Giulio Santoro, chirurgo e paracadutista italiano (Palermo, n. 1931 - Messina, † 2021)

## Chitarristi(3)
- Giulio Camarca, chitarrista italiano (Torino, n. 1941 - Torino, † 2021)
- Giulio Regondi, chitarrista e compositore svizzero (Ginevra, n. 1822 - Londra, † 1872)
- Giulio Tampalini, chitarrista italiano (Brescia, n. 1971)

## Ciclisti su strada(8)
- Giulio Bartali, ciclista su strada italiano (Ponte a Ema, n. 1916 - Firenze, † 1936)
- Giulio Bresci, ciclista su strada italiano (Prato, n. 1921 - Prato, † 1998)
- Giulio Campastro, ciclista su strada italiano (Stazzano, n. 1909 - Barcellona, † 1940)
- Giulio Ciccone, ciclista su strada italiano (Chieti, n. 1994)
- Giulio Masotto, ciclista su strada e pistard italiano (Verona, n. 1999)
- Giulio Pellizzari, ciclista su strada italiano (San Severino Marche, n. 2003)
- Jules Rossi, ciclista su strada italiano (Boccolo de' Tassi, n. 1914 - Champigny-sur-Marne, † 1968)
- Giulio Tagliavini, ciclista su strada e pistard italiano (Bologna, n. 1883 - Bologna, † 1952)

## Comici(1)
- Giulio Ginanni, comico italiano (Firenze, n. 1903 - Milano, † 1930)

## Compositori(22)
- Giulio Alary, compositore italiano (Mantova, n. 1814 - Parigi, † 1891)
- Giulio Bas, compositore e organista italiano (Venezia, n. 1874 - Vobbia, † 1929)
- Giulio Cesare Bianchi, compositore italiano (Cremona)
- Giulio Bonnard, compositore italiano (Roma, n. 1885 - Roma, † 1972)
- Giulio Caccini, compositore e cantore italiano (Roma, n. 1551 - Firenze, † 1618)
- Giulio Castagnoli, compositore italiano (Roma, n. 1958)
- Giulio Cottrau, compositore italiano (Napoli, n. 1831 - Roma, † 1916)
- Giulio De Micheli, compositore, violinista e direttore d'orchestra italiano (La Spezia, n. 1889 - Covo, † 1940)
- Giulio Faini, compositore e cornista italiano (Santarcangelo di Romagna, n. 1874 - † 1935)
- Giulio Cesare Gabussi, compositore italiano (Bologna, n. 1555 - Milano, † 1611)
- Giulio Gedda, compositore italiano (Torino, n. 1899 - Collegno, † 1970)
- Giulio Lorandi, compositore e pianista italiano (Bergamo, n. 1914 - Bergamo, † 1974)
- Giulio Andrea Marchesini, compositore e militare italiano (Casape, n. 1889 - Roma, † 1963)
- Giulio Cesare Martinengo, compositore italiano (Verona - † 1613)
- Giulio Cesare Monteverdi, compositore italiano (Cremona, n. 1573 - Salò, † 1630)
- Giulio Razzi, compositore e direttore d'orchestra italiano (Firenze, n. 1904 - Roma, † 1976)
- Giulio Roberti, compositore e musicista italiano (Barge, n. 1823 - Torino, † 1891)
- Giulio Romano, compositore italiano
- Giulio Cesare Rubino, compositore italiano
- Julio Segni, compositore, clavicembalista e organista italiano (Modena, n. 1498 - Roma, † 1561)
- Giulio Taglietti, compositore e violinista italiano (Brescia - Brescia, † 1718)
- Giulio Viozzi, compositore, pianista e direttore d'orchestra italiano (Trieste, n. 1912 - Verona, † 1984)

## Condottieri(6)
- Giulio Gonzaga, condottiero italiano († 1525)
- Giulio Manfrone, condottiero italiano (Schio - Cremona, † 1526)
- Giulio Orsini, condottiero italiano († 1515)
- Giulio Cesare de' Rossi, condottiero italiano (San Secondo Parmense, n. 1519 - Chiaravalle, † 1554)
- Giulio Sabino, condottiero gallo († 79)
- Giulio Cesare da Varano, condottiero italiano (Camerino, n. 1434 - Pergola, † 1502)

## Conduttori televisivi(1)
- Giulio Golia, conduttore televisivo italiano (Napoli, n. 1970)

## Cosmografi(1)
- Giulio Onorio, cosmografo, scrittore e geografo romano

## Critici cinematografici(1)
- Giulio Cattivelli, critico cinematografico e giornalista italiano (Piacenza, n. 1919 - Parma, † 1997)

## Critici d'arte(1)
- Giulio Carlo Argan, critico d'arte, storico dell'arte e politico italiano (Torino, n. 1909 - Roma, † 1992)

## Critici letterari(2)
- Giulio Ferroni, critico letterario, storico della letteratura e saggista italiano (Roma, n. 1943)
- Giulio Marzot, critico letterario italiano (Vicenza, n. 1901 - Bologna, † 1975)

## Danzatori(1)
- Joseph Mazilier, ballerino e coreografo francese (Marsiglia, n. 1801 - Parigi, † 1868)

## Designer(2)
- Giulio Cittato, designer italiano (Venezia, n. 1936 - † 1986)
- Giulio Iacchetti, designer italiano (Castelleone, n. 1966)

## Diplomatici(5)
- Giulio Cattaneo, diplomatico e politico italiano (Piacenza - Milano, † 1531)
- Giulio Melegari, diplomatico italiano (Torino, n. 1854 - Firenze, † 1935)
- Giulio Cesare Montagna, diplomatico e politico italiano (Roma, n. 1874 - Napoli, † 1953)
- Giulio Pestalozza, diplomatico italiano (Beirut, n. 1850 - Roma, † 1930)
- Giulio Silvestrelli, diplomatico e storico italiano (Ariccia, n. 1853 - Roma, † 1938)

## Direttori d'orchestra(3)
- Giulio Bertola, direttore d'orchestra e direttore di coro italiano (Murano, n. 1921 - Milano, † 2008)
- Giulio Buzenac, direttore d'orchestra italiano (Marsiglia, n. 1858 - Cagliari, † 1925)
- Giulio Ferrarini, direttore d'orchestra, violinista e compositore italiano (Parma, n. 1807 - Parma, † 1891)

## Dirigenti d'azienda(1)
- Giulio Bertagna, dirigente d'azienda, avvocato e politico italiano (La Spezia, n. 1894 - † 1959)

## Dirigenti sportivi(4)
- Giulio Cederna, dirigente sportivo, dirigente d'azienda e calciatore italiano (Milano, n. 1876 - Milano, † 1939)
- Giulio Melecchi, dirigente sportivo e calciatore italiano (n. 1924 - Lucca, † 1974)
- Giulio Migliaccio, dirigente sportivo e ex calciatore italiano (Mugnano di Napoli, n. 1981)
- Giulio Onesti, dirigente sportivo e avvocato italiano (Torino, n. 1912 - Roma, † 1981)

## Dogi(1)
- Giulio Sauli, doge (Genova, n. 1578 - Genova, † 1668)

## Doppiatori(2)
- Gigi Pirarba, doppiatore e conduttore televisivo italiano (Perdasdefogu, n. 1935 - Roma, † 2023)
- Giulio Renzi Ricci, doppiatore italiano (Roma, n. 1988)

## Drammaturghi(1)
- Riccardo di Castelvecchio, commediografo italiano (Verona, n. 1814 - Milano, † 1894)

## Ebanisti(1)
- Giulio Masnada, ebanista e intarsiatore italiano (Alzano Lombardo, n. 1852 - Bergamo, † 1926)

## Ebraisti(1)
- Giulio Bartolocci, ebraista e monaco cristiano italiano (Celleno, n. 1613 - Roma, † 1687)

## Economisti(3)
- Giulio Alessio, economista e politico italiano (Padova, n. 1853 - Padova, † 1940)
- Giulio Santagata, economista e politico italiano (Zocca, n. 1949 - Modena, † 2024)
- Giulio Sapelli, economista, storico e dirigente d'azienda italiano (Torino, n. 1947)

## Editori(4)
- Giulio Bollati, editore e italianista italiano (Parma, n. 1924 - Torino, † 1996)
- Giulio Einaudi, editore italiano (Torino, n. 1912 - Magliano Sabina, † 1999)
- Giulio Cesare Sansoni, editore italiano (Firenze, n. 1838 - Roma, † 1885)
- Giulio Savelli, editore e politico italiano (Roma, n. 1941 - Roma, † 2020)

## Editori musicali(1)
- Giulio Ricordi, editore musicale italiano (Milano, n. 1840 - Milano, † 1912)

## Educatori(1)
- Giulio Cesare Uccellini, educatore italiano (Milano, n. 1904 - Milano, † 1957)

## Egittologi(1)
- Giulio Farina, egittologo, archeologo e sociologo italiano (Frascati, n. 1889 - Trofarello, † 1947)

## Ematologi(1)
- Giulio Bizzozero, ematologo, patologo e politico italiano (Varese, n. 1846 - Torino, † 1901)

## Esoteristi(1)
- Giulio Parise, esoterista italiano (Vicenza, n. 1902 - Roma, † 1969)

## Etruscologi(1)
- Giulio Buonamici, etruscologo e filologo italiano (Firenze, n. 1873 - Rignano sull'Arno, † 1946)

## Fantini(1)
- Giulio Cerpi, fantino italiano (Siena, n. 1883 - Siena, † 1952)

## Farmacologi(1)
- Giulio Cantoni, farmacologo italiano (Milano, n. 1915 - Chevy Chase, † 2005)

## Filologi(2)
- Giulio Busi, filologo e saggista italiano (Bologna, n. 1960)
- Giulio Grimaldi, filologo, scrittore e poeta italiano (Fano, n. 1873 - Marina di Pisa, † 1910)

## Filosofi(8)
- Julius Evola, filosofo, pittore e poeta italiano (Roma, n. 1898 - Roma, † 1974)
- Giulio Giorello, filosofo, storico della scienza e matematico italiano (Milano, n. 1945 - Milano, † 2020)
- Giulio Canella, filosofo e militare italiano (Padova, n. 1882 - † 1916)
- Giulio Cesare Lagalla, filosofo e medico italiano (Padula, n. 1571 - Roma, † 1624)
- Giulio Preti, filosofo italiano (Pavia, n. 1911 - Gerba, † 1972)
- Giulio Raio, filosofo italiano (n. 1949)
- Giulio Sirenio, filosofo, teologo e religioso italiano (Brescia, n. 1553 - Bologna, † 1593)
- Giulio Cesare Vanini, filosofo, medico e naturalista italiano (Taurisano, n. 1585 - Tolosa, † 1619)

## Fisici(4)
- Giulio Casati, fisico italiano (Brenna, n. 1942)
- Giulio Pozzi, fisico italiano (Riva del Garda, n. 1945)
- Giulio Racah, fisico e matematico italiano (Firenze, n. 1909 - Firenze, † 1965)
- Giulio Cesare Trabacchi, fisico italiano (Roma, n. 1884 - Roma, † 1959)

## Fisiologi(3)
- Giulio Fano, fisiologo italiano (Mantova, n. 1856 - Cappelletta, † 1930)
- Giulio Cesare Pupilli, fisiologo italiano (Milano, n. 1893 - † 1973)
- Giulio Stella, fisiologo italiano (Venezia, n. 1899 - Padova, † 1978)

## Flautisti(1)
- Giulio Briccialdi, flautista e compositore italiano (Terni, n. 1818 - Firenze, † 1881)

## Fondisti(3)
- Giulio Capitanio, ex fondista italiano (Schilpario, n. 1952)
- Giulio De Florian, fondista italiano (Ziano di Fiemme, n. 1936 - Cavalese, † 2010)
- Giulio Gerardi, fondista italiano (n. 1912 - † 2001)

## Fotografi(2)
- Giulio Parisio, fotografo italiano (Napoli, n. 1891 - Napoli, † 1967)
- Giulio Torrini, fotografo, fotoreporter e giornalista italiano (Firenze, n. 1914 - Firenze, † 2005)

## Francescani(2)
- Giulio Belli, francescano e compositore italiano (Longiano)
- Giulio Maresio, francescano italiano (Belluno, n. 1522 - Roma, † 1567)

## Fumettisti(5)
- Giulio Camagni, fumettista e pittore italiano (Udine, n. 1973)
- Giulio Chierchini, fumettista e animatore italiano (Genova, n. 1928 - Genova, † 2019)
- Giulio De Vita, fumettista italiano (Pordenone, n. 1971)
- Giulio Macaione, fumettista e illustratore italiano (Catania, n. 1983)
- Giulio Rincione, fumettista, illustratore e artista italiano (Palermo, n. 1990)

## Funzionari(1)
- Giulio Giuliano, prefetto romano

## Generali(13)
- Giulio Blais, generale italiano (Susa, n. 1869 - Susa, † 1966)
- Giulio Costanzi, generale e ingegnere italiano (Contigliano, n. 1875 - Roma, † 1965)
- Giulio D'Andreis, generale italiano (n. 1787 - † 1852)
- Giulio Douhet, generale italiano (Caserta, n. 1869 - Roma, † 1930)
- Giulio Sigismondo di Württemberg-Juliusburg, generale prussiano (Oels, n. 1653 - Dobroszyce, † 1684)
- Giulio Grassini, generale italiano (Roma, n. 1922 - Abano Terme, † 1992)
- Giulio Cesare Graziani, generale e aviatore italiano (Affile, n. 1915 - Roma, † 1998)
- Giulio Martinat, generale italiano (Maniglia di Perrero, n. 1891 - Nikolaevka, † 1943)
- Nepoziano, generale romano (Roma, † 350)
- Giulio Palma di Cesnola, generale e aviatore italiano (Torino, n. 1883 - Roma, † 1975)
- Giulio Perugi, generale e politico italiano (Viterbo, n. 1886 - Roma, † 1949)
- Giulio Placidiano, generale romano
- Giulio Cesare Tassoni, generale e politico italiano (Montecchio Emilia, n. 1859 - Roma, † 1942)

## Geologi(1)
- Giulio Curioni, geologo, paleontologo e funzionario italiano (Milano, n. 1796 - Milano, † 1878)

## Gesuiti(4)
- Giulio Aleni, gesuita, missionario e astronomo italiano (Brescia, n. 1582 - Yanping, † 1649)
- Giulio Cesare Cordara, gesuita, storico e letterato italiano (Alessandria, n. 1704 - Alessandria, † 1785)
- Giulio Cesare Gattoni, gesuita e fisico italiano (Como, n. 1741 - Como, † 1809)
- Giulio Negrone, gesuita e scrittore italiano (Genova, n. 1553 - Milano, † 1625)

## Giocatori di baseball(1)
- Giulio Glorioso, giocatore di baseball italiano (Udine, n. 1931 - Roma, † 2015)

## Giornalisti(19)
- Giulio Anselmi, giornalista italiano (Valbrevenna, n. 1945)
- Giulio Benedetti, giornalista italiano (Roma, n. 1893 - San Remo, † 1969)
- Giulio Bucciolini, giornalista, commediografo e scrittore italiano (Firenze, n. 1887 - Santa Cristina a Pancole, † 1974)
- Giulio Caprin, giornalista, saggista e poeta italiano (Trieste, n. 1880 - Firenze, † 1958)
- Giulio Castelli, giornalista e scrittore italiano (Roma, n. 1938)
- Giulio Cesare Castello, giornalista e critico cinematografico italiano (Genova, n. 1921 - Roma, † 2003)
- Giulio Cisco, giornalista e scrittore italiano (Rossano Veneto, n. 1920 - Milano, † 1999)
- Giulio Colavolpe, giornalista italiano (Fano, n. 1940 - Roma, † 2023)
- Giulio Corradino Corradini, giornalista, poeta e scrittore italiano (Torino, n. 1886 - Torino, † 1966)
- Giulio Crosti, giornalista e scrittore italiano (Dronero, n. 1907 - Roma, † 1985)
- Giulio De Benedetti, giornalista italiano (Asti, n. 1890 - Torino, † 1978)
- Giulio Delfino, giornalista italiano (Roma, n. 1967)
- Giulio Giustiniani, giornalista e scrittore italiano (Firenze, n. 1952 - Udine, † 2022)
- Giulio Meotti, giornalista e scrittore italiano (Arezzo, n. 1980)
- Giulio Nascimbeni, giornalista e scrittore italiano (Sanguinetto, n. 1923 - Sanguinetto, † 2008)
- Giulio Giuseppe Negri, giornalista italiano (n. 1903 - † 1989)
- Giulio Obici, giornalista e fotografo italiano (Venezia, n. 1934 - Muslone, † 2011)
- Giulio Attilio Schettini, giornalista italiano (Firenze, n. 1937 - Zurigo, † 1968)
- Giulio Borrelli, giornalista e politico italiano (Atessa, n. 1946)

## Giuristi(11)
- Giulio Andrea Belloni, giurista e politico italiano (Roma, n. 1902 - Perugia, † 1957)
- Giulio Cesare Buzzati, giurista italiano (Venezia, n. 1862 - Milano, † 1920)
- Giulio Claro, giurista italiano (Alessandria, n. 1525 - Cartagena, † 1575)
- Giulio Ferretti, giurista italiano (Ravenna, n. 1480 - San Severo, † 1547)
- Giulio Genoino, giurista e presbitero italiano (Cava de' Tirreni, n. 1567 - Mahón, † 1648)
- Giulio Pace, giurista e filosofo italiano (Vicenza, n. 1550 - Valence, † 1635)
- Giulio Paolo, giurista romano (Patavium)
- Giulio Prosperetti, giurista italiano (Perugia, n. 1946)
- Giulio Lorenzo Selvaggio, giurista e archeologo italiano (Napoli, n. 1728 - Napoli, † 1772)
- Giulio Stolfi, giurista e poeta italiano (Potenza, n. 1917 - Potenza, † 2005)
- Giulio Vignoli, giurista italiano (Genova, n. 1938)

## Glottologi(1)
- Giulio Paulis, glottologo e saggista italiano (Cagliari, n. 1947)

## Grammatici(1)
- Giulio Polluce, grammatico e lessicografo greco antico (Naucrati - Atene)

## Grecisti(1)
- Giulio Guidorizzi, grecista e traduttore italiano (Bergamo, n. 1948)

## Hockeisti su ghiaccio(4)
- Giulio Costantini, ex hockeista su ghiaccio italiano (Cortina d'Ampezzo, n. 1947)
- Giulio Oberhammer, hockeista su ghiaccio italiano (Cortina d'Ampezzo, n. 1935 - Pieve di Cadore, † 2009)
- Giulio Scandella, ex hockeista su ghiaccio canadese (Montréal, n. 1983)
- Giulio Verocai, ex hockeista su ghiaccio italiano (Cortina d'Ampezzo, n. 1942)

## Hockeisti su pista(2)
- Giulio Cocco, hockeista su pista italiano (Valdagno, n. 1996)
- Giulio Fona, ex hockeista su pista italiano (Sandrigo, n. 1949)

## Illustratori(2)
- Giulio Cisari, illustratore italiano (Como, n. 1892 - Milano, † 1979)
- Giulio Peranzoni, illustratore italiano (Milano, n. 1952)

## Imperatori(2)
- Giulio Nepote, imperatore romano (Dalmazia - Salona, † 480)
- Maggioriano, imperatore e generale romano (Tortona, † 461)

## Imprenditori(10)
- Giulio Castelli, imprenditore italiano (Milano, n. 1920 - Milano, † 2006)
- Giulio D'Alì Staiti, imprenditore e politico italiano (Trapani, n. 1864 - Roma, † 1905)
- Giulio Dreossi, imprenditore italiano (Cervignano del Friuli, n. 1846 - Firenze, † 1918)
- Giulio Ferrari, imprenditore italiano (Calceranica, n. 1879 - Trento, † 1965)
- Giulio Göhring, imprenditore e politico italiano (Rovigo, n. 1890 - † 1973)
- Giulio Leopardi Dittaiuti, imprenditore e politico italiano (Roma, n. 1931 - † 1999)
- Giulio Malgara, imprenditore e dirigente d'azienda italiano (Milano, n. 1938)
- Giulio Prinetti, imprenditore e politico italiano (Milano, n. 1851 - Roma, † 1908)
- Giulio Rubini, imprenditore e politico italiano (Dongo, n. 1844 - Milano, † 1917)
- Giulio Viezzoli, imprenditore italiano (Pirano, n. 1925 - Ancona, † 2014)

## Impresari teatrali(1)
- Giulio Gatti Casazza, impresario teatrale italiano (Udine, n. 1869 - Ferrara, † 1940)

## Ingegneri(20)
- Giulio Adamoli, ingegnere, patriota e politico italiano (Besozzo, n. 1840 - Il Cairo, † 1926)
- Giulio Alfieri, ingegnere italiano (Parma, n. 1924 - Modena, † 2002)
- Giulio Ballio, ingegnere italiano (Roma, n. 1940)
- Giulio Cesare Cappa, ingegnere italiano (Voghera, n. 1880 - Voghera, † 1955)
- Giulio Cesare Carcano, ingegnere e progettista italiano (Milano, n. 1910 - Mandello del Lario, † 2005)
- Giulio Ceradini, ingegnere italiano (Roma, n. 1918 - Roma, † 2005)
- Giulio Ceretti, ingegnere e imprenditore italiano (Bologna, n. 1868 - Milano, † 1934)
- Giulio De Marchi, ingegnere italiano (Canneto Pavese, n. 1890 - Milano, † 1972)
- Giulio Gavotti, ingegnere e aviatore italiano (Genova, n. 1882 - Roma, † 1939)
- Giulio Giovanardi, ingegnere italiano (Roma, n. 1919 - Roma, † 2004)
- Giulio Gra, ingegnere e architetto italiano (Roma, n. 1900 - Stresa, † 1958)
- Giulio Krall, ingegnere e matematico italiano (Trieste, n. 1901 - Roma, † 1971)
- Giulio Macchi, ingegnere e imprenditore italiano (Varese, n. 1866 - Varese, † 1935)
- Giulio Martinez, ingegnere, imprenditore e dirigente d'azienda italiano (Napoli, n. 1870 - Firenze, † 1957)
- Giulio Modena, ingegnere italiano (Pontelongo, n. 1940)
- Giulio Ranzo, ingegnere e imprenditore italiano (Roma, n. 1971)
- Giulio Sarti, ingegnere italiano (Milano, n. 1798 - Milano, † 1866)
- Giulio Savorgnan, ingegnere italiano (Osoppo, n. 1510 - Venezia, † 1595)
- Giulio Supino, ingegnere e matematico italiano (Firenze, n. 1898 - Bologna, † 1978)
- Giulio Vigoni, ingegnere e politico italiano (Sesto San Giovanni, n. 1837 - Menaggio, † 1926)

## Letterati(4)
- Giulio Antonio Averoldi, letterato italiano (Brescia, n. 1651 - † 1717)
- Giulio Cesare Becelli, letterato, archivista e traduttore italiano (Verona, n. 1686 - Verona, † 1750)
- Giulio Capilupi, letterato e matematico italiano (Roma, n. 1544 - Roma)
- Giulio Naucellio, letterato romano (Siracusa - Spoleto)

## Librettisti(3)
- Giulio Cesare Corradi, librettista italiano (Parma - Venezia)
- Giulio Pancieri, librettista italiano
- Giulio Cesare Sorrentino, librettista e commediografo italiano (Napoli, n. 1606)

## Linguisti(2)
- Giulio Bertoni, linguista, filologo e critico letterario italiano (Modena, n. 1878 - Roma, † 1942)
- Giulio Lepschy, linguista italiano (Venezia, n. 1935)

## Liutisti(2)
- Giulio Abondante, liutista e compositore italiano
- Giulio Cesare Barbetta, liutista e compositore italiano (Padova, n. 1540 - † 1603)

## Magistrati(3)
- Giulio Campili, magistrato e politico italiano (Orvieto, n. 1863 - Firenze, † 1960)
- Giulio Gionfrida, magistrato italiano (Palermo, n. 1908)
- Giulio Venzi, magistrato e politico italiano (Cave, n. 1870 - Cave, † 1935)

## Matematici(8)
- Giulio Andreoli, matematico italiano (Napoli, n. 1892 - † 1969)
- Giulio Ascoli, matematico italiano (Trieste, n. 1843 - Milano, † 1896)
- Giulio Cesare Barozzi, matematico italiano (Novellara, n. 1936)
- Giulio Fagnano dei Toschi, matematico italiano (Senigallia, n. 1682 - Senigallia, † 1766)
- Giulio Lazzeri, matematico italiano (Pisa, n. 1861 - Livorno, † 1935)
- Giulio Giuseppe Mozzi, matematico, politico e poeta italiano (Firenze, n. 1730 - Firenze, † 1813)
- Giulio Pittarelli, matematico italiano (Campochiaro, n. 1852 - Roma, † 1934)
- Giulio Vivanti, matematico italiano (Mantova, n. 1859 - Milano, † 1949)

## Medici(11)
- Giulio Cesare Aranzio, medico e anatomista italiano (Bologna, n. 1530 - Bologna, † 1589)
- Giulio Ascoli, medico italiano (Trieste, n. 1870 - Vienna, † 1916)
- Giulio Cesare Baricelli, medico e filosofo italiano (San Marco dei Cavoti - Benevento)
- Giulio Doglioni, medico italiano (Belluno)
- Giulio Cesare Dogliotti, medico italiano (Alba, n. 1906 - Torino, † 1976)
- Giulio Goldoni, medico italiano (Venezia, n. 1683 - Bagnacavallo, † 1731)
- Giulio Lepidi Chioti, medico, scienziato e mecenate italiano (Popoli - Napoli, † 1887)
- Giulio Alfredo Maccacaro, medico, biologo e partigiano italiano (Codogno, n. 1924 - Milano, † 1977)
- Giulio Mancini, medico, collezionista d'arte e scrittore italiano (Siena, n. 1559 - Roma, † 1630)
- Giulio Raffaele, medico italiano (Napoli, n. 1895 - Roma, † 1977)
- Giulio Venticinque, medico, militare e partigiano italiano (Roma, n. 1915 - Aghion, † 1944)

## Mercenari(1)
- Giulio Classico, mercenario gallo

## Militari(28)
- Giulio Bechi, ufficiale e scrittore italiano (Firenze, n. 1870 - Gorizia, † 1917)
- Giulio Bedeschi, militare, medico e scrittore italiano (Arzignano, n. 1915 - Verona, † 1990)
- Giulio Blum, militare italiano (Vienna, n. 1855 - Monte Ermada, † 1917)
- Giulio Cesare Brancaccio, militare, attore teatrale e basso italiano (Napoli, n. 1515 - † 1586)
- Giulio Carminati di Brambilla, militare e nobile italiano (Milano, n. 1837 - Roma, † 1919)
- Giulio Especo y Vera, militare spagnolo (Roma, n. 1801 - Roma, † 1883)
- Giulio Fiastri, militare italiano (Reggio Emilia, n. 1829 - Palermo, † 1866)
- Giulio Foscolo, militare italiano (Spalato, n. 1787 - Budapest, † 1838)
- Giulio Brigantico, militare britanno († 69)
- Giulio Guédoz, militare italiano (Pré-Saint-Didier, n. 1907 - Mare di Barents, † 1929)
- Giulio Ingianni, militare e politico italiano (Marsala, n. 1876 - Roma, † 1958)
- Giulio Lega, militare e aviatore italiano (Firenze, n. 1892 - Roma, † 1973)
- Giulio Leto, militare romano († 198)
- Giulio Lusi, militare italiano (Ariano di Puglia, n. 1899 - Grisolera, † 1918)
- Giulio Malenza, militare italiano (Montorso Vicentino, n. 1915 - Lechemti, † 1936)
- Giulio Marinetti, militare italiano (Verona, n. 1877 - Como, † 1965)
- Giulio Massarelli, militare italiano (Terni, n. 1908 - Terni, † 1977)
- Giulio Cesare Pallavicino, militare e politico italiano (Ceva, † 1568)
- Giulio Reiner, ufficiale e aviatore italiano (Como, n. 1915 - Como, † 2002)
- Giulio Siragusa, militare italiano (Terranova di Sicilia, n. 1916 - Novo Postojalovka, † 1943)
- Giulio Strassoldo di Sotto, militare austriaco (Gorizia, n. 1771 - Milano, † 1830)
- Giulio Cesare Strassoldo-Grafenberg, militare austriaco (Gorizia, n. 1791 - Palmanova, † 1855)
- Giulio Tuci, militare italiano (Pistoia, n. 1908 - Himara, † 1941)
- Giulio Tutore, militare gallo
- Giulio Venini, militare italiano (Milano, n. 1915 - Kurvelesh, † 1941)
- Giulio Volpe, militare italiano (Orsara di Puglia, n. 1887 - Monte Vodice, † 1917)
- Giulio Zanon, militare italiano (Bragni di Cadoneghe, n. 1892 - Selz, † 1915)
- Giulio Aurelio Zenobio, militare romano

## Missionari(1)
- Giulio Albanese, missionario e giornalista italiano (Roma, n. 1959)

## Museologi(1)
- Giulio Cantalamessa, museologo, pittore e critico d'arte italiano (Ascoli Piceno, n. 1846 - Roma, † 1924)

## Musicisti(2)
- Giulio Cesare Arresti, musicista italiano (Bologna, n. 1619 - † 1701)
- Giulio Bajamonti, musicista, medico e letterato italiano (Spalato, n. 1744 - Spalato, † 1800)

## Musicologi(2)
- Giulio Confalonieri, musicologo, compositore e pianista italiano (Milano, n. 1896 - Milano, † 1972)
- Giulio Fara, musicologo italiano (Cagliari, n. 1880 - Pesaro, † 1949)

## Neurologi(1)
- Giulio Rosati, neurologo, epidemiologo e rugbista a 15 italiano (Parma, n. 1943 - Fertilia, † 2016)

## Nobili(29)
- Giulio Antonio I Acquaviva d'Aragona, nobile e condottiero italiano (Atri - Minervino di Lecce, † 1481)
- Giulio Acquaviva, nobile e politico italiano (Napoli, n. 1849 - Napoli, † 1887)
- Giulio Arese, nobile e politico italiano (Milano, n. 1560 - Milano, † 1627)
- Giulio Cesare da Beatiano, nobile e scrittore italiano (Capodistria)
- Giulio Boiardo, nobile († 1553)
- Giulio Ascanio Boiardo, nobile († 1460)
- Giulio Visconti Borromeo Arese, nobile, politico e militare italiano (Milano, n. 1667 - Milano, † 1750)
- Giulio Cesare Borromeo, nobile e condottiero italiano (Arona, n. 1517 - Milano, † 1572)
- Giulio Cesare Colonna di Sciarra, II principe di Carbognano, nobile italiano (Palestrina, n. 1602 - Roma, † 1681)
- Giulio Cesare Colonna di Sciarra, I principe di Palestrina, nobile italiano († 1580)
- Giulio De Rolland, nobile e politico italiano (Chambéry, n. 1820 - Roma, † 1901)
- Giulio della Chiesa, nobiluomo italiano (n. 1863 - Pegli, † 1915)
- Giulio d'Este, nobile italiano (Ferrara, n. 1478 - Ferrara, † 1561)
- Cesare Frichignono di Castellengo, nobile italiano (Torino, n. 1763 - Torino, † 1802)
- Giulio di Lippe-Biesterfeld, nobile tedesco (Oberkassel, n. 1812 - Baden-Baden, † 1884)
- Giulio I Kán, nobile ungherese
- Giulio II Kán, nobile ungherese
- Giulio I Rátót, nobile ungherese († 1239)
- Giulio Cesare Gonzaga di Bozzolo, nobile italiano (San Martino dall'Argine, n. 1552 - Bozzolo, † 1609)
- Giulio Cesare Gonzaga di Palazzolo, nobile italiano (Borgoforte, n. 1605 - † 1685)
- Giulio Cesare Gonzaga, nobile italiano (Mantova, n. 1557)
- Giulio Hardouin, I duca di Gallese, nobile e militare francese (Caen, n. 1823 - Colonna, † 1905)
- Giulio Cesare Marenco di Moriondo, nobile italiano (Nizza, n. 1759 - Torino, † 1841)
- Giulio Cesare Rospigliosi, VI principe Rospigliosi, nobile italiano (Roma, n. 1781 - Roma, † 1859)
- Giulio Sacchetti, III marchese di Castelromano, nobile italiano (Roma, n. 1710 - Lione, † 1782)
- Giulio Cesare Strozzi, nobile, politico e ambasciatore italiano († 1631)
- Giulio Tassoni Estense, nobile e condottiero italiano (Modena - Ferrara, † 1526)
- Giulio Thiene, nobile (n. 1551 - † 1619)
- Giulio Fabrizio Tomasi, nobile e astronomo italiano (Palermo, n. 1813 - Firenze, † 1885)

## Numismatici(3)
- Giulio Cordero di San Quintino, numismatico e archeologo italiano (Mondovì, n. 1778 - Torino, † 1857)
- Giulio Jatta, numismatico, archeologo e traduttore italiano (Ruvo di Puglia, n. 1861 - Ruvo di Puglia, † 1891)
- Jules Sambon, numismatico italiano (Napoli, n. 1837 - Londra, † 1921)

## Operai(1)
- Giulio Polotti, operaio, sindacalista e politico italiano (Milano, n. 1924 - Milano, † 1999)

## Orologiai(1)
- Giulio Morellato, orologiaio e imprenditore italiano (Marsango, n. 1892 - Padova, † 1965)

## Pallavolisti(4)
- Giulio Belletti, pallavolista italiano (Parma, n. 1957)
- Giulio Magalini, pallavolista italiano (Verona, n. 2001)
- Giulio Pinali, pallavolista italiano (Bologna, n. 1997)
- Giulio Sabbi, pallavolista italiano (Zagarolo, n. 1989)

## Papi(3)
- Papa Giulio I, papa, vescovo e santo romano (Roma - Roma, † 352)
- Papa Giulio II, papa, vescovo cattolico e cardinale italiano (Albisola, n. 1443 - Roma, † 1513)
- Papa Giulio III, papa, vescovo cattolico e cardinale italiano (Roma, n. 1487 - Roma, † 1555)

## Parolieri(1)
- Mogol, paroliere e produttore discografico italiano (Milano, n. 1936)

## Partigiani(8)
- Giulio Augello, partigiano italiano (Cosenza, n. 1921 - Piobesi Torinese, † 1944)
- Giulio Biglieri, partigiano e bibliotecario italiano (L'Aquila, n. 1911 - Torino, † 1944)
- Giulio Bolaffi, partigiano e filatelista italiano (Torino, n. 1902 - Torino, † 1987)
- Giulio Casiraghi, partigiano italiano (Sesto San Giovanni, n. 1899 - Milano, † 1944)
- Giulio Cortini, partigiano e fisico italiano (Roma, n. 1918 - Roma, † 2006)
- Giulio Nicoletta, partigiano e militare italiano (Crotone, n. 1921 - Giaveno, † 2009)
- Giulio Paggio, partigiano italiano (Saronno, n. 1925 - Praga, † 2008)
- Giulio Pantoli, partigiano italiano (Castiglione di Ravenna, n. 1922 - Castiglione di Ravenna, † 2018)

## Patriarchi cattolici(1)
- Giulio Cesare Gonzaga di Novellara, patriarca cattolico italiano (Novellara, n. 1505 - Tivoli, † 1550)

## Patrioti(10)
- Giulio Ajani, patriota e imprenditore italiano (Roma, n. 1835 - Saliceta San Giuliano, † 1890)
- Giulio Benso della Verdura, patriota e politico italiano (Palermo, n. 1817 - Palermo, † 1904)
- Giulio Cesare Da Passano, patriota e politico italiano (Genova, n. 1818 - La Spezia, † 1866)
- Giulio Grossi, patriota italiano (Venezia - Pieve di Ledro, † 1866)
- Giulio Cesare Luciani, patriota e letterato italiano (Acquaviva delle Fonti, n. 1826 - Roma, † 1914)
- Giulio Maggi, patriota italiano (Novara, n. 1846 - America)
- Giulio Porro Lambertenghi, patriota e storico italiano (Milano, n. 1811 - Fino Mornasco, † 1885)
- Giulio Rovighi, patriota e imprenditore italiano (Carpi, n. 1830 - Nizza, † 1904)
- Giulio Tasca, patriota e filantropo italiano (Seriate, n. 1836 - Seriate, † 1902)
- Giulio Terzaghi, patriota e funzionario italiano (Paullo, n. 1812 - Milano, † 1864)

## Pentatleti(2)
- Giulio Giunta, pentatleta italiano (Pesaro, n. 1935 - Pesaro, † 2010)
- Giulio Palmonella, pentatleta italiano (Civitavecchia, n. 1919 - Civitavecchia, † 1982)

## Piloti automobilistici(4)
- Giulio Bisulli, pilota automobilistico italiano (Cesena, n. 1936 - Cesena, † 1983)
- Giulio Cabianca, pilota automobilistico italiano (Verona, n. 1923 - Modena, † 1961)
- Giulio Foresti, pilota automobilistico italiano (Bergamo, n. 1888 - Bergamo, † 1965)
- Giulio Masetti, pilota automobilistico e nobile italiano (Vinci, n. 1894 - Caltavuturo, † 1926)

## Piloti motociclistici(1)
- Giulio Verzeletti, motociclista e pilota di rally italiano (Telgate, n. 1957)

## Poeti(15)
- Giulio Acciano, poeta italiano (Bagnoli Irpino, n. 1651 - Napoli, † 1681)
- Giulio Camber Barni, poeta, avvocato e militare italiano (Trieste, n. 1891 - Albania, † 1941)
- Giulio Cesare Cortese, poeta italiano (Napoli, n. 1575 - Napoli, † 1622)
- Giulio Cortese, poeta e filosofo italiano (Modena - Napoli, † 1598)
- Giulio Ferrari, poeta, scrittore e nobile italiano (Vicenza, n. 1712 - † 1792)
- Giulio Genoino, poeta e librettista italiano (Frattamaggiore, n. 1773 - Napoli, † 1856)
- Giulio Gianelli, poeta e scrittore italiano (Torino, n. 1879 - Roma, † 1914)
- Giulio Montano, poeta romano
- Giulio Cesare Pascali, poeta italiano (Messina, n. 1527 - Ginevra, † 1601)
- Giulio Perticari, poeta e scrittore italiano (Savignano sul Rubicone, n. 1779 - San Costanzo, † 1822)
- Giulio Pinchetti, poeta e giornalista italiano (Como, n. 1844 - Milano, † 1870)
- Giulio Salvadori, poeta e critico letterario italiano (Monte San Savino, n. 1862 - Roma, † 1928)
- Giulio Cesare Stella, poeta e umanista italiano (Roma, n. 1564 - Roma, † 1624)
- Giulio Strozzi, poeta italiano (Venezia, n. 1583 - Venezia, † 1652)
- Giulio Uberti, poeta e patriota italiano (Brescia, n. 1806 - Milano, † 1876)

## Poliziotti(1)
- Giulio Rivera, poliziotto italiano (Guglionesi, n. 1954 - Roma, † 1978)

## Presbiteri(11)
- Giulio Boninsegni, presbitero, storico e diplomatico italiano (Sansepolcro, n. 1786 - San Miniato, † 1857)
- Giulio Carpegna, presbitero e funzionario italiano (Roma, n. 1760 - Roma, † 1826)
- Giulio Cattin, presbitero e musicologo italiano (Vicenza, n. 1929 - Vicenza, † 2014)
- Giulio Costantino, presbitero italiano (Torino, n. 1842 - † 1915)
- Giulio Facibeni, presbitero e antifascista italiano (Galeata, n. 1884 - Firenze, † 1958)
- Giulio Ferrario, presbitero, storico e scrittore italiano (Milano, n. 1767 - Milano, † 1847)
- Giulio Gaio, presbitero, politico e antifascista italiano (Lamon, n. 1886 - Feltre, † 1992)
- Giulio Girardi, presbitero, teologo e filosofo italiano (Il Cairo, n. 1926 - Rocca di Papa, † 2012)
- Giulio Michelini, presbitero e teologo italiano (Milano, n. 1963)
- Giulio Roscio, presbitero e scrittore italiano (Orte - Milano, † 1591)
- Giulio Tarra, presbitero e educatore italiano (Milano, n. 1832 - Milano, † 1889)

## Principi(6)
- Giulio Cesare Colonna di Sciarra, V principe di Carbognano, principe italiano (Roma, n. 1705 - Roma, † 1787)
- Giulio Floro, principe gallo († 21)
- Giulio Indo, principe gallo
- Giulio Sacroviro, principe gallo († 21)
- Giulio Savelli, III principe di Albano, principe italiano (Roma, n. 1626 - Roma, † 1712)
- Giulio di Schleswig-Holstein-Sonderburg-Glücksburg, principe tedesco (Gottorp, n. 1824 - Itzehoe, † 1903)

## Produttori cinematografici(1)
- Giulio Manenti, produttore cinematografico italiano (Roma, n. 1899 - Roma, † 1955)

## Produttori discografici(1)
- Giulio Tedeschi, produttore discografico italiano (Piacenza, n. 1952)

## Psichiatri(2)
- Giulio Cesare Ferrari, psichiatra e psicologo italiano (Reggio Emilia, n. 1867 - Bologna, † 1932)
- Giulio Tononi, psichiatra e neuroscienziato italiano (Trento, n. 1960)

## Pugili(2)
- Giulio Rinaldi, pugile e attore italiano (Anzio, n. 1935 - Anzio, † 2011)
- Giulio Saraudi, pugile italiano (Civitavecchia, n. 1938 - Civitavecchia, † 2005)

## Rapper(1)
- Lowlow, rapper italiano (Roma, n. 1993)

## Registi(9)
- Giulio Antamoro, regista italiano (Roma, n. 1877 - Roma, † 1945)
- Giulio Base, regista, sceneggiatore e attore italiano (Torino, n. 1964)
- Giulio Gianini, regista, direttore della fotografia e animatore italiano (Roma, n. 1927 - Roma, † 2009)
- Giulio Macchi, regista, autore televisivo e conduttore televisivo italiano (Cantù, n. 1918 - Roma, † 2009)
- Giulio Manfredonia, regista e sceneggiatore italiano (Roma, n. 1967)
- Giulio Morelli, regista e sceneggiatore italiano (Padova, n. 1915 - † 1985)
- Giulio Pacuvio, regista, traduttore e sceneggiatore italiano (Genova, n. 1910 - Genova, † 1963)
- Giulio Petroni, regista e sceneggiatore italiano (Roma, n. 1917 - Roma, † 2010)
- Giulio Questi, regista, sceneggiatore e attore cinematografico italiano (Bergamo, n. 1924 - Roma, † 2014)

## Religiosi(7)
- Giulio Cesare Bianchi, religioso e letterato italiano (Cento, n. 1590 - Cento, † 1661)
- Giulio Cicioni, religioso, naturalista e botanico italiano (Cerqueto, n. 1844 - Perugia, † 1923)
- Giulio Finocchi, religioso e storico italiano (Montecatini Val di Nievole, n. 1639 - Montecatini Val di Nievole, † 1716)
- Giulio Gherlandi, religioso italiano (Spresiano - Venezia, † 1562)
- Giulio di Orta, religioso greco (Isola di Egina - Isola di San Giulio, † 401)
- Giulio Taddeo Guasco, religioso e presbitero italiano (Alessandria, n. 1590 - † 1660)
- Giulio della Rovere, religioso italiano (Milano, n. 1504 - Tirano, † 1581)

## Retori(1)
- Giulio Secondo, oratore romano (Gallia, n. 35)

## Rugbisti a 15(3)
- Giulio Bisegni, ex rugbista a 15 italiano (Frascati, n. 1992)
- Giulio Rubini, ex rugbista a 15 italiano (Frascati, n. 1987)
- Giulio Toniolatti, rugbista a 15 italiano (Roma, n. 1984)

## Saggisti(1)
- Giulio De Angelis, saggista e traduttore italiano (Firenze, n. 1925 - Firenze, † 2000)

## Santi(1)
- Giulio di Durostoro, santo romano (Durostoro)

## Scacchisti(3)
- Giulio Borgo, scacchista italiano (Aviano, n. 1967)
- Giulio De Nardo, scacchista italiano (Trieste, n. 1901 - Parma, † 1975)
- Giulio Polerio, scacchista italiano (Lanciano, n. 1548 - Roma, † 1612)

## Sceneggiatori(1)
- Giulio Scarnicci, sceneggiatore italiano (Firenze, n. 1913 - Roma, † 1973)

## Scenografi(1)
- Giulio Coltellacci, scenografo e costumista italiano (Roma, n. 1916 - Roma, † 1983)

## Schermidori(4)
- Giulio Basletta, schermidore e dirigente sportivo italiano (Vigevano, n. 1890 - Vigevano, † 1975)
- Giulio Gaudini, schermidore italiano (Roma, n. 1904 - Roma, † 1948)
- Giulio Lombardi, schermidore italiano (Livorno, n. 2002)
- Giulio Sarrocchi, schermidore italiano (Roma, n. 1887 - Roma, † 1971)

## Sciatori alpini(2)
- Giulio Bosca, ex sciatore alpino italiano (Torino, n. 1990)
- Giulio Corradi, ex sciatore alpino italiano (Lavarone, n. 1951)

## Scienziati(1)
- Giulio Catoni, scienziato italiano (Trento, n. 1869 - Trento, † 1950)

## Scrittori(15)
- Giulio Cattaneo, scrittore, critico letterario e italianista italiano (Firenze, n. 1925 - Roma, † 2010)
- Giulio Cogni, scrittore, critico musicale e compositore italiano (Siena, n. 1908 - † 1983)
- Giulio Cesare Croce, scrittore, cantastorie e commediografo italiano (San Giovanni in Persiceto, n. 1550 - Bologna, † 1609)
- Giulio D'Antona, scrittore, traduttore e produttore cinematografico italiano (Milano, n. 1984)
- Giulio Del Tredici, scrittore italiano (Somma Lombardo, n. 1933 - Milano, † 1994)
- Giulio Firmico Materno, scrittore e astrologo romano
- Giulio Cesare Giacobbe, scrittore e psicologo italiano (Genova, n. 1941)
- Giulio Leoni, scrittore italiano (Roma, n. 1951)
- Giulio Lorenzetti, scrittore e critico d'arte italiano (Venezia, n. 1885 - Venezia, † 1951)
- Giulio Marcon, scrittore, saggista e politico italiano (Roma, n. 1959)
- Giulio Mozzi, scrittore, curatore editoriale e poeta italiano (Camisano Vicentino, n. 1960)
- Giulio Piccini, scrittore e giornalista italiano (Volterra, n. 1849 - Firenze, † 1915)
- Giulio Cesare Silvagni, romanziere, attore e scenografo italiano (Roma, n. 1900 - Parigi, † 1984)
- Giulio Trevisani, scrittore italiano (Napoli, n. 1890 - Milano, † 1969)
- Giulio Valerio, scrittore romano

## Scultori(9)
- Giulio Bergonzoli, scultore e pittore italiano (Milano, n. 1822 - Milano, † 1868)
- Giulio Branca, scultore italiano (Cannobio, n. 1850 - Milano, † 1926)
- Giulio Cardini, scultore italiano (Pietrasanta, n. 1930 - Camaiore, † 2007)
- Giulio Mazzoni, scultore e pittore italiano (Piacenza - † 1590)
- Giulio Monteverde, scultore e politico italiano (Bistagno, n. 1837 - Roma, † 1917)
- Giulio Moschetti, scultore italiano (Ascoli Piceno, n. 1847 - Catania, † 1909)
- Giulio Passaglia, scultore italiano (Firenze, n. 1879 - Firenze, † 1956)
- Cesare Penna, scultore italiano (Lecce, n. 1607 - † 1653)
- Giulio Tadolini, scultore italiano (Roma, n. 1849 - Roma, † 1918)

## Sindacalisti(5)
- Giulio Barni, sindacalista italiano (Firenze, n. 1886 - Padola, † 1915)
- Giulio Cavina, sindacalista e politico italiano (Casola Valsenio, n. 1888 - Roma, † 1951)
- Giulio Cerreti, sindacalista, politico e giornalista italiano (Sesto Fiorentino, n. 1903 - Sesto Fiorentino, † 1985)
- Giulio Montelatici, sindacalista italiano (Firenze, n. 1897 - † 1975)
- Giulio Pastore, sindacalista e politico italiano (Genova, n. 1902 - Roma, † 1969)

## Sociologi(1)
- Giulio Salierno, sociologo e scrittore italiano (Roma, n. 1935 - Roma, † 2006)

## Sollevatori(1)
- Giulio Monti, sollevatore italiano (Marradi, n. 1889 - Genova, † 1960)

## Statistici(1)
- Giulio Salvatore Del Vecchio, statistico italiano (Lugo, n. 1845 - Genova, † 1917)

## Storici(8)
- Giulio Dragonetti, storico e politico italiano (L'Aquila, n. 1818 - L'Aquila, † 1896)
- Giulio Faroldi, storico italiano (Cremona)
- Giulio Giannelli, storico e numismatico italiano (Firenze, n. 1889 - Firenze, † 1980)
- Giulio Esuperanzio, storico e militare latino
- Giulio Guderzo, storico italiano (Udine, n. 1932)
- Giulio Ossequente, storico romano (Roma)
- Giulio Paride, storico romano
- Giulio Rezasco, storico e politico italiano (La Spezia, n. 1813 - Bogliasco, † 1894)

## Storici della letteratura(1)
- Giulio Natali, storico della letteratura italiano (Pausula, n. 1875 - Roma, † 1965)

## Tennisti(1)
- Giulio Zeppieri, tennista italiano (Latina, n. 2001)

## Tenori(2)
- Marco Bordogni, tenore italiano (Gazzaniga, n. 1789 - Parigi, † 1856)
- Giulio Crimi, tenore italiano (Paternò, n. 1885 - Roma, † 1939)

## Teologi(2)
- Giulio Calvi, teologo e vescovo cattolico italiano (Alvito, n. 1554 - Sora, † 1608)
- Giulio Cesare Capaccio, teologo, storico e poeta italiano (Campagna, n. 1550 - Napoli, † 1634)

## Triatleti(1)
- Giulio Molinari, triatleta italiano (Novara, n. 1988)

## Trombettisti(1)
- Giulio Libano, trombettista, arrangiatore e direttore d'orchestra italiano (Vercelli, n. 1923 - Milano, † 2016)

## Tuffatori(1)
- Giulio Mortera, tuffatore e nuotatore italiano (n. 1946 - † 2015)

## Umanisti(3)
- Giulio Camillo Delminio, umanista e filosofo italiano (Portogruaro, n. 1480 - Milano, † 1544)
- Pomponio Leto, umanista italiano (Amendolara, n. 1428 - Roma, † 1498)
- Giulio Cesare Scaligero, umanista, filosofo e medico italiano (Riva del Garda, n. 1484 - Agen, † 1558)

## Urbanisti(1)
- Giulio Minoletti, urbanista, architetto e designer italiano (Milano, n. 1910 - Milano, † 1981)

## Velisti(2)
- Giulio Calabrò, velista italiano (Roma, n. 1996)
- Giulio De Stefano, velista italiano (Castellammare di Stabia, n. 1929 - Castellammare di Stabia, † 2023)

## Vescovi cattolici(22)
- Giulio Berlendis, vescovo cattolico italiano (Alzano, n. 1616 - Alzano, † 1693)
- Giulio Cesare Compagnoni, vescovo cattolico italiano (Macerata, n. 1675 - † 1732)
- Giulio Contarini, vescovo cattolico italiano (n. 1519 - † 1575)
- Giulio, vescovo cattolico italiano († 1182)
- Giulio di Brunswick-Lüneburg, vescovo cattolico tedesco (Wolfenbüttel, n. 1528 - Wolfenbüttel, † 1589)
- Giulio Cesare Guarnieri, vescovo cattolico italiano (Campagna - Campagna, † 1607)
- Giulio Magnani, vescovo cattolico italiano (Piacenza, n. 1505 - Teano, † 1565)
- Giulio Cesare Mariconda, vescovo cattolico italiano (Trivento, † 1606)
- Giulio Matteoli, vescovo cattolico italiano (Castelfranco di Sotto, n. 1841 - Livorno, † 1900)
- Giulio Mencuccini, vescovo cattolico italiano (Fossacesia, n. 1946)
- Giulio Monterenzi, vescovo cattolico e funzionario italiano (Bologna, n. 1560 - Ferrara, † 1623)
- Giulio Matteo Natali, vescovo cattolico italiano (Oletta, n. 1702 - Tivoli, † 1782)
- Giulio Nicolini, vescovo cattolico italiano (Concesio, n. 1926 - Cremona, † 2001)
- Giulio Maria Odescalchi, vescovo cattolico italiano (Como, n. 1612 - Novara, † 1666)
- Giulio Oggioni, vescovo cattolico italiano (Villasanta, n. 1916 - Bergamo, † 1993)
- Giulio Resta, vescovo cattolico italiano (Milano, n. 1657 - Tortona, † 1743)
- Giulio Sacchi, vescovo cattolico italiano (Fiumefreddo Bruzio, n. 1675 - † 1738)
- Giulio Sanguineti, vescovo cattolico italiano (Lavagna, n. 1932)
- Giulio Sansedoni, vescovo cattolico italiano (Siena, n. 1551 - Roma, † 1625)
- Giulio Superchio, vescovo cattolico italiano (Mantova - † 1585)
- Giulio Vitelli, vescovo cattolico e condottiero italiano (Città di Castello, n. 1458 - Città di Castello, † 1530)
- Giulio de' Rossi, vescovo cattolico italiano (Pistoia, n. 1754 - Pescia, † 1833)

## Violisti(1)
- Giulio Pasquali, violista italiano (Gemona del Friuli, n. 1884 - Barbeano, † 1965)

## Senza attività specificata(11)
- Giulio Confalonieri, grafico italiano (Milano, n. 1926 - Milano, † 2008)
- Giulio Da Milano, grafico e pittore italiano (Nizza, n. 1895 - Torino, † 1991)
- Giulio Federico di Württemberg-Weiltingen, duca (Mömpelgard, n. 1588 - Strasburgo, † 1635)
- Giulio Cesare d'Austria (Praga - Český Krumlov, † 1609)
- Giulio Enrico di Sassonia-Lauenburg, duca (Wolfenbüttel, n. 1586 - Praga, † 1665)
- Giulio Francesco di Sassonia-Lauenburg, duca (Praga, n. 1641 - Reichstadt, † 1689)
- Giulio Grablovitz, sismologo e vulcanologo italiano (Trieste, n. 1846 - Isola d'Ischia, † 1928)
- Giulio Augusto Levi, italianista e critico letterario italiano (Torino, n. 1879 - Gallarate, † 1951)
- Giulio Valente Liciniano, romano († 250)
- Giulio Marino, italiano (Catanzaro, n. 1842 - Crotone, † 1901)
- Giulio Natta, ingegnere chimico italiano (Porto Maurizio, n. 1903 - Bergamo, † 1979)